# مبوتامات
مبوتامات (انگلیسی: Mebutamate) یک داروی ضد اضطراب و آرام‌بخش با اثرات ضد فشار خون از دسته کاربامات است. این اثرات قابل مقایسه با اثرات باربیتورات‌ها مانند سکوباربیتال دارد، اما تنها حدود ۱/۳ قدرت سکوباربیتال به عنوان آرام‌بخش است. عوارض جانبی شامل سرگیجه و سردرد است.
مبوتامات یکی از بسیاری از داروهای GABAergic است که از راه آگونیسم آلوستریک گیرنده GABAA در زیر گیرنده β مشابه باربیتورات ها عمل می کند.  در مقابل، بنزودیازپین‌ها در زیر گیرنده α عمل می‌کنند. به این ترتیب، کاربامات‌ها و باربیتورات‌ها دارای خواص ضددردی هستند در حالی که دسته داروهای بنزودیازپین کاملاً روان‌گردان هستند.